# Kham Hiao
Kham Hiao (? - 1353), vương hiệu đầy đủ là Somdetch Brhat-Anya Kham-Hiao Rajadharani Sri Sudhana, là vua của Vương quốc Luang Phrabang trị vì từ năm 1343 đến 1353 thì tự sát 
Kham Hiao là con trai của vua Suvanna Kamphong và là anh trai của vua Khun Phi Fa. Ông kế vị anh trai khi vua anh mất năm 1343.
Năm 1353 Chao Fa Ngum đem quân về Muang Swa. Ông cùng vợ đã tự sát vì không định chiến đấu chống lại người cháu Fa Ngum.
Vua Kham Hiao có hai con gái:
- Chao Fa Nying (Công chúa) Kel Mahari.
- Chao Fa Nying (Công chúa) Keo Noi Nong Hiao, kết hôn với Vua Samsenethai năm 1377.